# 255 TCN
255 TCN là một năm trong lịch La Mã.